# 小姓組
小姓組（こしょうくみ）は、江戸幕府に設けられた職制の一つ。徳川将軍の馬廻衆（親衛隊）としての高い格式を持ち、同様の書院番と共に両番と称された。五番方（書院番、小姓組、大番、小十人、新番）に数えられる軍事部門の職制であり、大番、小十人、新番よりも上に置かれた。小姓組の番士には幕府内での出世（両番家筋）の道が開かれていた。

## 組織
慶長11年（1606年）11月に設立され、水野忠元・日下部正冬・成瀬正武・大久保教隆・井上正就・板倉重宗の6人を番頭（ばんがしら）とした。
同様の組織として五番方（小姓組、書院番、新番、大番、小十人組）があり、小姓組はその中でも両番（小姓組、書院番）に含まれている。一般的にイメージされる「小姓」とは異なり、純然たる戦闘部隊である。設立初期は勤番所の前に花畑があったことから花畑番と呼ばれた。
戦時の任務は旗本部隊に於いて将軍らの本陣備内にある騎馬隊の任に就き、平時は当初、江戸城内の将軍警護として本丸御殿黒書院西湖の間（この前に花畑があった）に勤番していたが、寛永20年（1643年）の新番創設に伴い、書院番が勤番していた白書院紅葉の間に移動している。なお小姓組は備である書院番と異なり、駿府在番はない。書院番とともに親衛隊的性格を持つため、番士になる資格が家格や親の役職などで制限されていた。そのため番士の格が他の番方より高いとみられ、その後も高い役職に就くことが多かった。若年寄支配で、番頭 の役高4000石。6番あり、番頭の他に与頭1人と番士50人。西の丸に他に4番あった。

## 参考資料
- 竹内誠『徳川幕府事典』東京堂出版、2003年。ISBN 4-490-10621-1。 NCID BA62785700。全国書誌番号:20573951。
- 『大日本史料』12編4冊474頁